# Malaysian heritage series
Die Malaysian heritage series ist eine englischsprachige Buchreihe zum malaysischen Kulturerbe, die in Kuala Lumpur im Verlag S. Abdul Majeed & Co. erscheint. Werke zahlreicher Fachvertreter sind in ihr erschienen, teils in Nachdrucken von Ausgaben anderer Verlage.

## Auswahl
- The white Rajas. Steven Runciman. Kuala Lumpur: S.A. Majeed & Co., 2007.
- Expedition to Borneo : the search for Proboscis monkeys and other creatures. David W. Macdonald. Kuala Lumpur: Synergy Media, 2007.
- The story of Malaysia. Harry Miller. Kuala Lumpur : Synergy Media, Publishing division of S.A. Majeed & Co., 2007.
- River of the White Lily : life in Sarawak. Peter Goullart. Kuala Lumpur : S. Abdul Majeed, 2007.
- World within : a Borneo story. Tom Harrison. Kuala Lumpur : Synergy Media, 2006.
- The Iban of Sarawak : chronicle of a vanishing world. Vinson H. Sutlive. Kuala Lumpur : S. Abdul Majeed Pub. Division, 1992.
- A Borneo journey into death : Berawan eschatology from its rituals. Peter Metcalf. Kuala Lumpur : S. Abdul Majeed, 1991.
- A history of Sarawak under its two white rajahs, 1839-1908. S. Baring-Gould; Charles Agar Bampfylde. Kuala Lumpur : S.A. Majeed & Co., 2007.
- Labuan story : memoirs of a small island near the Coast of North Borneo. Maxwell Hall. Kuala Lumpur : S.A. Majeed & Co., 2007.
- Escape from hell : the Sandakan story. Walter Wallace. Kuala Lumpur : S.A. Majeed & Co., 2007.
- History of Malaya. J. Kennedy. Kuala Lumpur : Synergy Media, 2007.
- Rajahs and rebels : the Iban of Sarawak under Brooke rule 1841-1941. Robert Pringle. Kuala Lumpur : Synergy Media, 2007.
- World within : the ethnic groups of Borneo. Victor T King; Kuala Lumpur : S. Abdul Majeed, Pub. Division, 1994.
- Records and recollections 1889-1934. John Henry Matthew Robson. Kuala Lumpur : Synergy Media, 2006.
- Under chartered company rule (North Borneo 1881-1946). K. G. Tregonning. Malaysia : S.A. Majeed & Co., 2007.
- Longhouse in Sarawak. Mora Dickson. Kuala Lumpur, Malaysia : S. Abdul Majeed & Co., 1995.
- The heroes of Rimau : unravelling the mystery of one of World War II's most daring raids. Lynette Ramsay Silver; Tom Hall. Kuala Lumpur : S. Abdul Majeed, 1992.
- A stroll through Borneo. James Barclay. Kuala Lumpur : S. Abdul Majeed, 1991.
- Twenty years in Sarawak, 1848-68 : a flourish for the bishop, and, Brooke's friend Grant. Max Saint. Kuala Lumpur : S. Abdul Majeed, 1992.
- Stories of Pak Pandir. Sulaiman Zakaria; Suzee Leong; Proficience Media Communications. Kuala Lumpur : Penerbit Arowana, ©2002.
- The haunted cave. Sulaiman Zakaria; Suzee Leong; Proficience Media Communications. Kuala Lumpur : Penerbit Arowana, ©2002.
- The Rawang sisters. Sulaiman Zakaria; Suzee Leong; Proficience Media Communications. Kuala Lumpur : Penerbit Arowana, ©2002.
- Hang Tuah the hero. Sulaiman Zakaria; Suzee Leong; Proficience Media Communications. Kuala Lumpur : Penerbit Arowana, ©2002.
- Adventures of Sang Kancil. Sulaiman Zakaria; Suzee Leong; Proficience Media Communications. Kuala Lumpur : Penerbit Arowana, ©2002.
- The Raja with fangs. Sulaiman Zakaria; Suzee Leong; Proficience Media Communications. Kuala Lumpur : Penerbit Arowana, ©2002.
- The princess of Moung Ledang. Sulaiman Zakaria; Suzee Leong; Proficience Media Communications. Kuala Lumpur : Penerbit Arowana, ©2002.
- Rajah and rebells : the Ibans of Sarawak under Brooke rule, 1841-1941. Robert Pringle. Kuala Lumpur : Synergy Media, 2006.
- Attacked by needlefish. Sulaiman Zakaria; Suzee Leong; Proficience Media Communications. Kuala Lumpur : Penerbit Arowana, ©2002.
- The white Rajahs. Steven Runciman. Kuala Lumpur : Synergy Media, 2007.
- Twenty years in Sarawak 1848-1868 : a flourish for the bishop and Brooke's friend Grant: two studies in Sarawak. Max Saint. Kuala Lumpur : S. Abdul Majeed, 1992.
- Records and recollections : 1889-1934 (D.O : 3186). J. H. M. Robson. Kuala Lumpur : Synergy Media, 2007.